# エアーセントラル
エアーセントラル株式会社（英語:Air CENTRAL Co., Ltd.）は、かつて存在した全日本空輸（ANA）グループの航空会社。旧称中日本エアラインサービス。中部国際空港をベースに、運送の共同引受にてANA便名でターボプロップ機を運航していた。
貨物搭載は実施していなかった。
2010年10月、同じANAの子会社であるエアーニッポンネットワークに、エアーネクストとともに合併されANAウイングスに再編された。

## 歴史
- 1988年5月12日 - 名古屋鉄道とANAの合弁会社中日本エアラインサービス（なかにほんエアラインサービス）として設立。
- 2004年11月1日 - ANAの出資比率が55%となり同社の連結子会社となったことで、正式にANAグループ構成企業の一員となる。
- 2005年2月17日 - 中部国際空港開港に合わせ、現社名に変更。ANA便名での運航を開始。
- 2007年3月13日 - エアーセントラルが運航する大阪国際空港発高知龍馬空港行きのボンバルディアDHC-8-400 (Q400) 型で前輪タイヤが降りず、緊急胴体着陸する事故が発生。この事故による死傷者はなし。なお、国土交通省は即日、同型機の運航停止と緊急点検を指示した。
- 2009年2月1日 - この日の仙台空港発中部国際空港行きの運航をもって中日本エアラインサービス時代から運航されていたフォッカー50が完全退役[2]。
- 2009年2月 - 資本構成を変更し、全日本空輸の100%完全子会社化。
- 2010年10月 - エアーネクストとともにエアーニッポンネットワークに合併され、ANAウイングスに再編。

## 使用機材
2010年9月時点での機材
- DHC-8-400 (Q400)  - 2005年度より導入、エアーニッポンネットワークとの共通事業機材[3]。

過去に運航された機材
- フォッカー50 - 2009年2月1日退役。

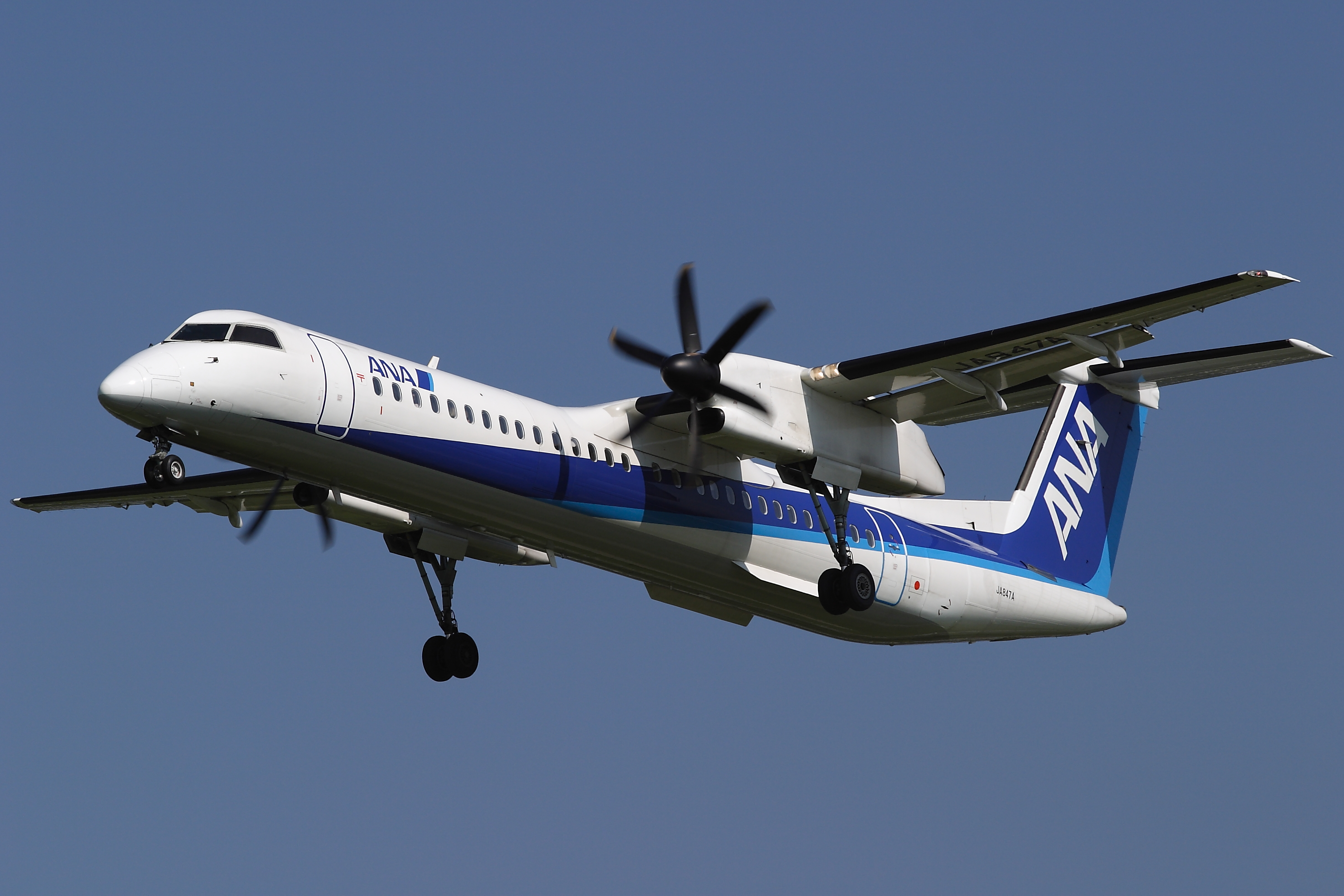
DHC-8-400型機 （福岡空港）
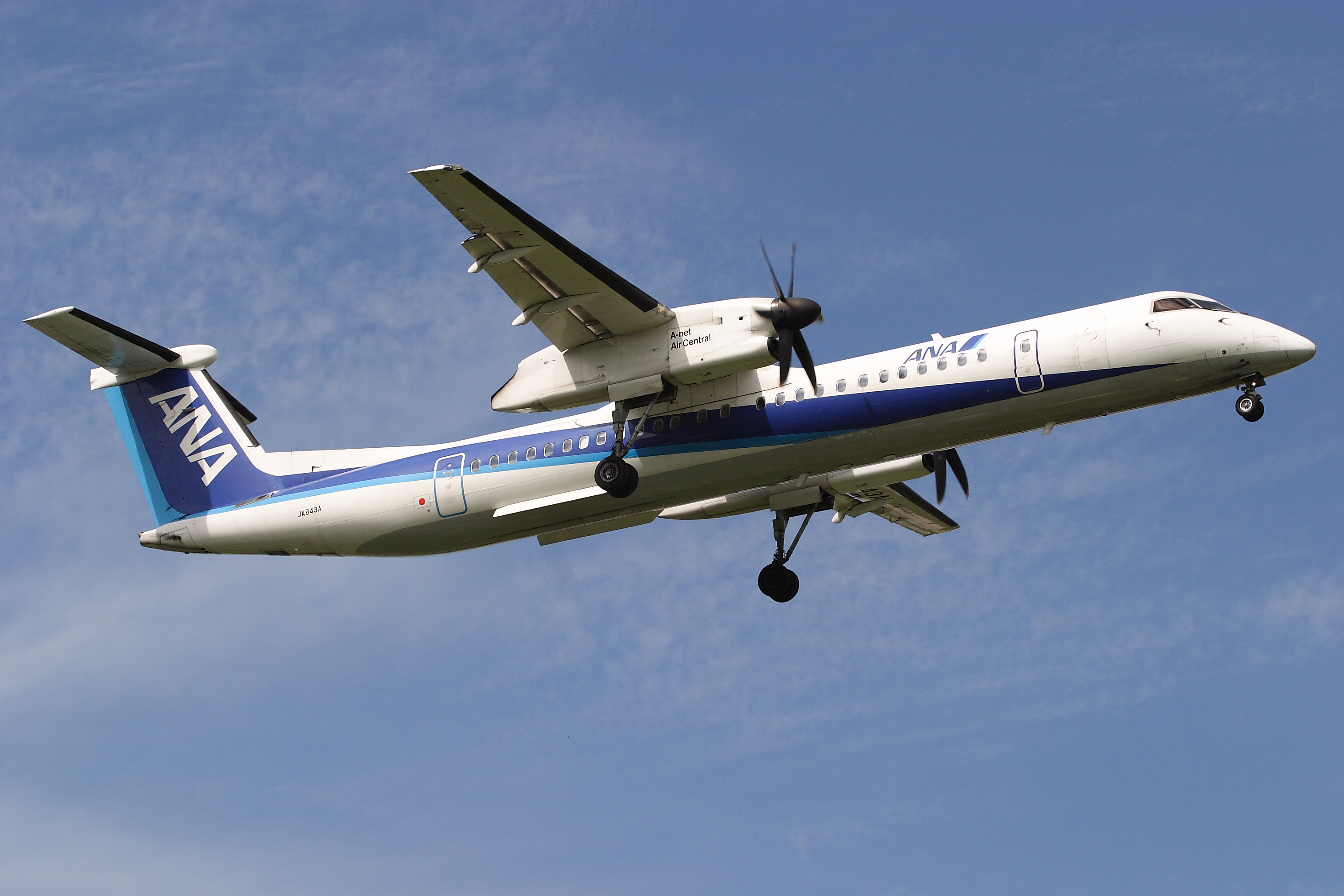
「Anet」表記もあるDHC-8-400型機 （福岡空港）
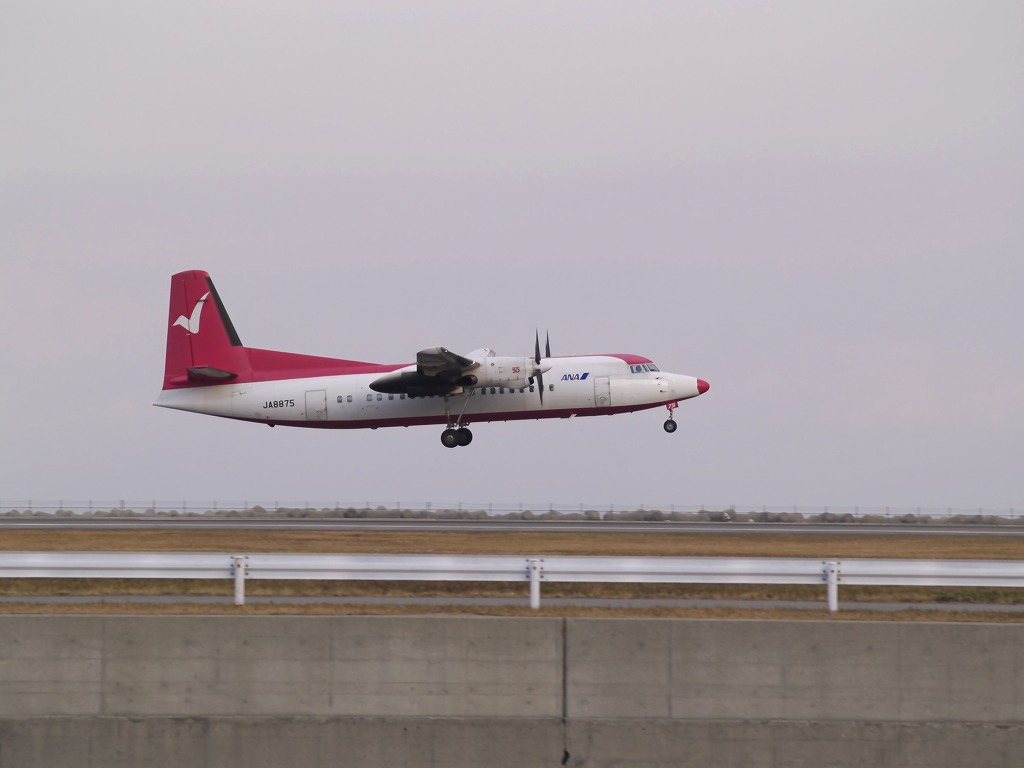
旧塗装のフォッカー50型機（機体記号JA8875） （大分空港 2005年12月）
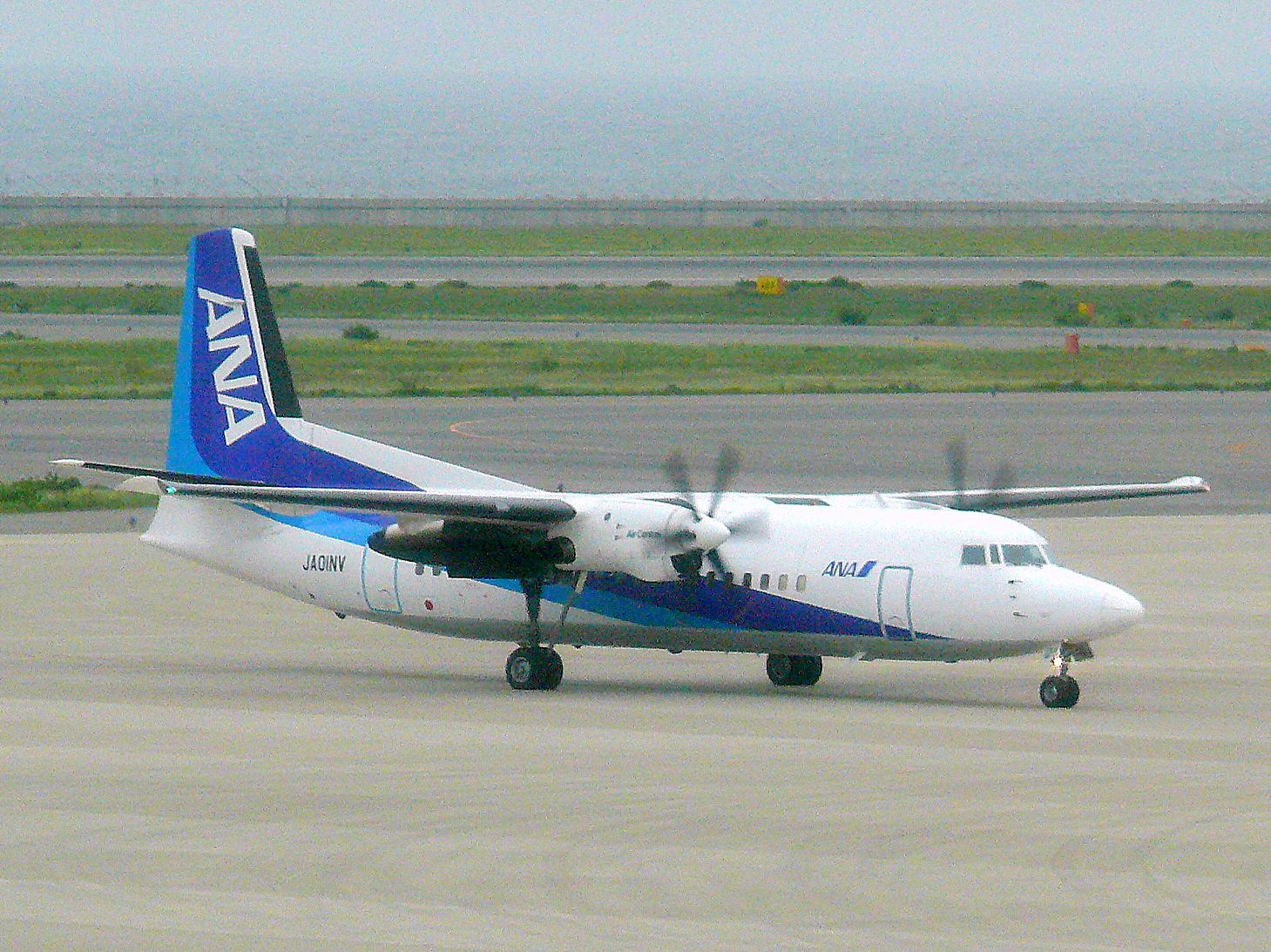
ANA塗装のフォッカー50型機（機体記号JA01NV） （中部国際空港 2008年5月）

## 主な就航路線
※全てANA便として運航
出典：ANA時刻表（2009年4月1日 - 2009年5月1日）
- 中部国際空港 - 成田国際空港、新潟空港、米子空港、徳島空港、松山空港、福岡空港、秋田空港、仙台空港
- 大阪国際空港 - 大館能代空港、仙台空港、松山空港、福岡空港

DHC-8-400で運航の路線は、時期によってはエアーニッポンネットワークにて運航される場合があった。逆に上記以外の路線にも就航する場合もあった。

## 塗装

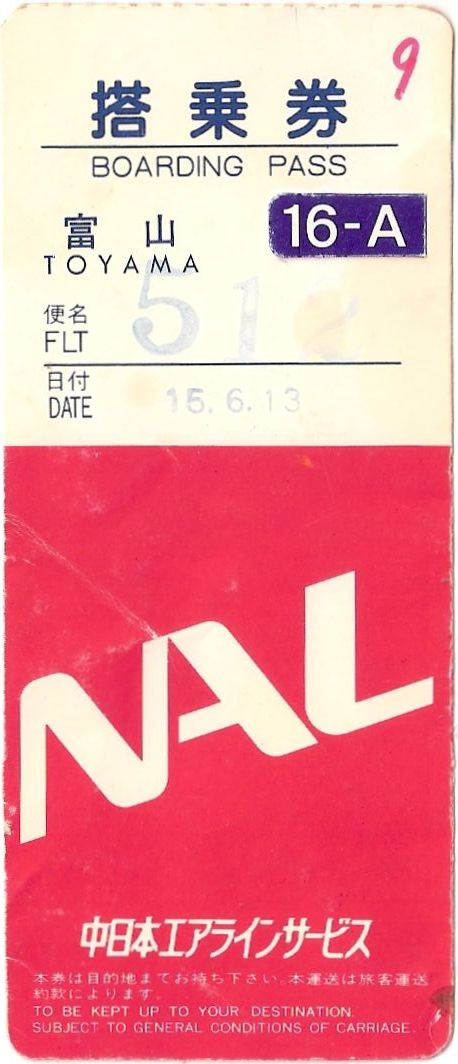
中日本エアラインサービス当時の搭乗券（2003年）

ANAトリトンブルーの基本塗装をベースに、フォッカー50型機にはエンジンカウルに「AIR CENTRAL」のオペレーター名が追加されていた。DHC-8-Q400型機は、エアーニッポンネットワークとの共用機材であり、ANA基本塗装のみの機体と、エンジンカウルにA-netとAir Centralのサブタイトルが入った機体が存在した。
中日本エアラインサービスとしてフォッカー50を導入した当初は、白地に、垂直尾翼からコックピット上部にかけてとレドーム、更に機体腹部が名鉄を思わせる赤に塗装されており（垂直尾翼には「N」をもじった中日本航空のロゴのから円を省略したものが白で記されている）、「赤鼻のポチ」と呼ばれた。またコックピットの窓の下にANAと似たフォントで青字の「NAL」のロゴが記入されていた。2002年の成田線開設のため導入された4号機（JA01NV）には、前方ドアのうしろに「ANA Connection」のロゴも記入されていた。
社名変更後、ANA塗装に塗り直されるまでの間は、中日本エアラインサービス時代の機体塗装のまま、機種のNALとANA Connectionのロゴを消し、コックピット窓後方にANAロゴを入れていた。